# 白老インターチェンジ
白老インターチェンジ（しらおいインターチェンジ）は、北海道白老郡白老町緑町にある道央自動車道のインターチェンジ。

## 歴史
- 1983年（昭和58年）11月30日：苫小牧西IC - 白老IC間開通に伴い供用開始[1]。
- 1985年（昭和60年）10月18日：白老IC - 登別東IC間開通[2]。
- 2018年（平成30年）12月 : IC番号を「8」から「19」に変更[注 1]。

## 周辺
民族共生象徴空間（ウポポイ）、白老駅や白老港への最寄ICになっている。また、近くにある白老川の河川敷は『白老牛肉まつり』の開催場所となっている。
- 白老仙台藩陣屋跡
  - 仙台藩白老元陣屋資料館
- ポロト自然休養林
- 石山工業団地[5]
- 石山特別工業団地[5]

## 接続する道路
- 直接接続
  - 北海道道86号白老大滝線
- 間接接続
  - 国道36号（白老バイパス）

## 料金所
- ブース数：6

### 入口
- ブース数：2
  - ETC専用：1
  - 一般：1

### 出口
- ブース数：4
  - ETC専用：1
  - 一般：3[注 2]

## 隣
E5 道央自動車道
(18)登別東IC - 萩野PA - (19)白老IC - 樽前SA - (20)苫小牧西IC